# Chorebus thomsoni
Chorebus thomsoni är en stekelart som först beskrevs av Per Abraham Roman 1917.  Chorebus thomsoni ingår i släktet Chorebus och familjen bracksteklar. Arten är reproducerande i Sverige. Inga underarter finns listade i Catalogue of Life.